# راوزر إيه إس بي دوت نت
راوزر إيه إس بي دوت نت (بالإنجليزية: ASP.NET Razor)‏ هي قواعد برمجية تٌستخدم لإنشاء صفحات ويب ديناميكية مع لغات البرمجة سي شارب أو فيجوال بيزك دوت نت. كان تطوير راوزر في يونيو من سنة 2010، وصدرت لفيجوال ستوديو في يناير 2011.
رازور هي محرك عرض بسيط التركيب، وصدر كجزء من MVC 3 ومجموعة أدوات WebMatrix.

## التصميم
رازور هي قواعد معلَّمة تعرف بـ Markup Syntax، تعتمد على لغة البرمجة سي شارب، وتُمكن المبرمج من استخدام قواعد لغة ترميز النص الفائق بدلا من استخدام القواعد المعلمة لـ (إيه إس بي دوت نت Web Forms (.aspx مع <%= %> وهي رموز تشير إلى code blocks، قواعد Razor تبدأ code blocks بعلامة @ ولاتتطلب إغلاق للـ code block.
الفكرة وراء رازور هي توفير قواعد أمثل لأجل إنشاء لغة ترميز النص الفائق باستخدام كود يركز على نهج القوالب، مع الحد الأدنى من الانتقال بين لغة ترميز النص الفائق والكود. التصميم أيضًا قلل من عدد الأحرف وضربات المفاتيح keystrokes، ومكَّن من كتابة الكود بشكل أكثر مرونة من خلال عدم المطالبة ب server blocks مع كود لغة ترميز النص الفائق.
المزايا الأخرى:
- يدعم التحسس الذكي - دعم استكمال البيان
- يدعم «تخطيطات» - بديلا لمفهوم «الصفحة الرئيسية» في نماذج ويب الكلاسيكية (.aspx)
- وحدة قابلة للاختبار